# Джон Макинтайър
Джон Макинтайър (на английски: John McIntire) е американски актьор. 

## Биография
Роден е на 27 юни 1907 г. в град Спокан, Вашингтон в семейство от ирландски произход.  Израства в Монтана. Баща му е адвокат и познава много индиански вождове и където Джон се научава да язди коне и се влюбва в стария Запад. След като завършва гимназия в Санта Моника, той учи две години в Университета на Южна Калифорния, след което решава да види света, като получава работа като моряк. 

### Кариера
В началото на 1930-те години Макинтайр започва актьорската си кариера в театъра и радиото, по-специално работи като диктор в националната програма „Марш на времето“, както и в популярни радиосериали за Тарзан, а от началото на 1940-те години и в криминалната радиосерия „Съспенс“. .
Започва да се снима в киното през 1948 г., изпълнява поддържащи роли в 65 филма. Най-значимите му роли са Обадете се на Northside 777 (1948), Улицата без име (1950), Отборно решение (1948), Джони Доносника (1949), Асфалтова джунгла (1950), Уинчестър '73 (1950), Под прицел (1951), Бурният прилив (1951), Далечна земя (1954), История във Финикс сити (1955), Тенекиената звезда (1957), Психо (1960) и Елмър Гентри (1960).
От 1955 г. Макинтайър започва да работи в телевизията, където играе редовни роли в сериали като Голият град (1958 – 59), Керван от каруци (1959 – 65) и Вирджинците (1967 – 70). Най-известен в телевизията е с това, че е наследник на актьора Уорд Бонд през ноември 1960 г. като звезда от телевизионния сериал на Ен Би Си „Керван от каруци“ и замества Чарлз Бикфорд след смъртта му през 1967 г. в съвместната роля на телевизионния сериал Вирджинците на Ен Би Си.

### Смърт
Джон Макинтайър умира на 30 януари 1991 г. от емфизема и рак в болница в Пасадена на 83-годишна възраст. 

## Избрана филмография
| Година | Филм                  | Оригинално заглавие     | Роля                          | Режисьор        |
| ------ | --------------------- | ----------------------- | ----------------------------- | --------------- |
| 1950   | Асфалтовата джунгла   | The Asphalt Jungle      | Комисар Харди                 | Джон Хюстън     |
| 1950   | Уинчестър '73         | Winchester '73          | Джо Ламонт                    | Антъни Ман      |
| 1952   | Светът е в ръцете му  | The World in His Arms   | Дийкон Грейтхаус              | Раул Уолш       |
| 1952   | Хоризонт в прерията   | Horizons West           | Ира Хамънд                    | Бъд Бетикър     |
| 1953   | Отряд „Стрела“        | War Arrow               | полковник Джаксън Мийд        | Джордж Шърман   |
| 1954   | Далечна земя          | The Far Country         | Съдия Ганън                   | Антъни Ман      |
| 1955   | Кентъкиецът           | The Kentuckian          | Зак Уейкфийлд                 | Бърт Ланкастър  |
| 1957   | Тенекиената звезда    | The Tin Star            | д-р Джоузеф Дж. Маккорд (Док) | Антъни Ман      |
| 1960   | Коя беше тази дама    | Who Was That Lady?      | Боб Дойл                      | Джордж Сидни    |
| 1960   | Психо                 | Psycho                  | Заместник-шериф Ал Чембърс    | Алфред Хичкок   |
| 1961   | Двамата яздиха заедно | Two Rode Together       | Майор Фрейзър                 | Джон Форд       |
| 1967   | Бурна нощ в Джерико   | Rough Night in Jericho! | Бен Хикман                    | Арнолд Лейвън   |
| 1975   | Рустър Когбърн        | Rooster Cogburn         | Съдия Паркър                  | Стюарт Милър    |
| 1989   | Търнър и Хуч          | Turner & Hooch          | Амъс Рийд                     | Роджър Спотисуд |